# Pierre Hentges
Pierre Hentges (Luxemburgo, 4 de septiembre de 1890-24 de diciembre de 1975) fue un gimnasta artístico luxemburgués, medallista de bronce mundial en 1913 en barras paralelas.

## Carrera deportiva
En el Mundial de París 1913 ganó la medalla de bronce en barras paralelas, quedando situado en el podio tras los italianos Giorgio Zampori y Guido Boni.